# 米哈伊尔·莱蒙托夫
米哈伊尔·尤里耶维奇·莱蒙托夫（羅馬化：Mikhail Yuryevich Lermontov；1814年10月15日—1841年7月27日），俄国作家、诗人。被視為普希金的後繼者。

## 生平
父親尤里·彼得羅維奇·萊蒙托夫是退役軍官，母親瑪利亞·米哈伊洛夫娜早逝，由外祖母家撫養長大，童年是在奔薩省阿爾謝尼耶娃的塔爾罕內莊園中度過，自幼体弱多病，能說流利的法語和德語。1827年全家搬到莫斯科，1828年進入莫斯科貴族寄宿中學，著手研究普希金和拜倫，開始從事寫詩創作，這時期的主要作品有《海盜》、《罪犯》、《奧列格》。
1830年3月，莫斯科寄宿學校改為普通中學，萊蒙托夫請求退學，並前往斯托雷平家族的謝列德尼科沃莊園，同年考入莫斯科大學。在友人A·M·韋列夏金娜的家中結識E·A·蘇什科娃，並與之熱戀。這時期開始抒情詩的創作，但他不斷地移情別戀，又愛上了劇作家伊萬諾夫的女兒伊萬諾娃。1832年，前往聖彼得堡。同年11月通過近衛士官生入學考試。1835年，成為禁軍驃騎兵團騎兵少尉。1837年1月27日普希金在决斗中受了重伤，29日死亡，莱蒙托夫得知消息後悲愤至极，寫下了《詩人之死》，激怒了沙皇。1837年2月18日萊蒙托夫被捕，調任下諾夫哥羅德高加索騎兵團准尉，足跡遍佈舒沙、庫巴、舍馬哈、卡赫季。由于外祖母的奔走，1838年4月回到彼得堡。1840年生平唯一一部詩集發行。1840年2月，與法國公使之子巴蘭特發生衝突，莱蒙托夫朝天放了一枪，被交付軍事法庭。1840年4月，調往高加索現役軍隊田加騎兵團，第二次流放高加索。7月參與了高加索山民戰鬥和瓦列里克戰役。1841年2月初，返回彼得堡，其英勇事蹟備受肯定。1841年4月回到高加索。
1841年7月27日，在皮亞季戈爾斯克市近郊旁的馬舒克山麓，韋爾濟林的家庭晚會上，萊蒙托夫的玩笑激怒了士官生學校同學馬丁諾夫，虛榮心很強的馬丁諾夫要求決鬥。萊蒙托夫沒有開槍，結果馬丁諾夫一槍擊中了萊蒙托夫的心臟，使其當場身亡，年僅26歲。外祖母將其安葬在塔爾罕內。

## 主要作品
- 抒情诗《鲍罗金诺》、《祖国》充满了爱国感情，《孤帆》表达了对自由的渴望。
- 长诗《恶魔》抨击了黑暗的农奴制社会。
- 《童僧》描写了一个不愿过监狱般修道院生活的少年山民的悲惨遭遇。
- 《商人卡拉悉尼科夫之歌》叙述蔑视沙皇权势、敢于和沙皇卫兵决斗的青年商人的悲剧。
- 中篇小说《当代英雄》，写以毕巧林为代表的贵族知识分子在沙皇统治下精神空虚的生活。
- 剧本《假面舞会》反映上流社会的虚伪和欺诈。

## 外部連結
- Произведения Михаила Юрьевича Лермонтова в Викитеке
- Лермонтов в фундаментальной электронной библиотеке «Русская литература и фольклор» （页面存档备份，存于）
- Евгений Богатырев. «Мой дом везде, где есть небесный свод…». （页面存档备份，存于） Журнал «Третьяковская галерея», #1 2015 (46)